# Scottish Football League 1916-1917
La Scottish Football League 1916-1917 è stata la 27ª edizione della massima serie del campionato scozzese di calcio, disputato tra il 19 agosto 1916 e il 28 aprile 1917 e concluso con la vittoria dei Celtic al loro quattordicesimo titolo, il quarto consecutivo.
Capocannoniere del torneo è stato Bert Yarnall (Airdrieonians) con 39 reti.

## Stagione

### Novità
Parteciparono le stesse venti squadre della precedente stagione.

### Avvenimenti
Il Celtic conquistò il titolo alla quintultima partita vincendo 1-3 in trasferta contro il Dumbarton e distanziando definitivamente i Rangers, che furono sconfitti nell'altro derby di Glasgow dal Third Lanark (0-2). All'ultima giornata i Gers vennero inoltre superati dal Morton, che si prese il secondo posto grazie alla vittoria sull'Aberdeen (2-0), mentre il Dundee batteva 2-1 i Rangers.

## Classifica finale
Fonte:
|  | Pos. | Squadra             | Pt | G  | V  | N  | P  | GF | GS |
|  | ---- | ------------------- | -- | -- | -- | -- | -- | -- | -- |
|  | 1.   | Celtic              | 64 | 38 | 27 | 10 | 1  | 79 | 17 |
|  | 2.   | Morton              | 54 | 38 | 24 | 6  | 8  | 72 | 39 |
|  | 3.   | Rangers             | 53 | 38 | 24 | 5  | 9  | 68 | 32 |
|  | 4.   | Airdrieonians       | 50 | 38 | 21 | 8  | 9  | 71 | 38 |
|  | 5.   | Third Lanark        | 49 | 38 | 19 | 11 | 8  | 53 | 37 |
|  | 6.   | Kilmarnock          | 43 | 38 | 18 | 7  | 13 | 69 | 46 |
|  | 7.   | St. Mirren          | 40 | 38 | 15 | 10 | 13 | 49 | 43 |
|  | 8.   | Motherwell          | 38 | 38 | 16 | 6  | 16 | 57 | 59 |
|  | 9.   | Partick Thistle     | 35 | 38 | 14 | 7  | 17 | 44 | 43 |
|  | 9.   | Dumbarton           | 35 | 38 | 12 | 11 | 15 | 56 | 73 |
|  | 9.   | Hamilton Academical | 35 | 38 | 13 | 9  | 16 | 53 | 72 |
|  | 12.  | Falkirk             | 34 | 38 | 12 | 10 | 16 | 58 | 57 |
|  | 12.  | Clyde               | 34 | 38 | 10 | 14 | 14 | 40 | 52 |
|  | 14.  | Hearts              | 32 | 38 | 14 | 4  | 20 | 44 | 59 |
|  | 15.  | Ayr Utd             | 31 | 38 | 12 | 7  | 19 | 47 | 59 |
|  | 16.  | Dundee              | 30 | 38 | 13 | 4  | 21 | 58 | 71 |
|  | 16.  | Hibernian           | 30 | 38 | 10 | 10 | 18 | 57 | 72 |
|  | 18.  | Queen's Park        | 29 | 38 | 11 | 7  | 20 | 56 | 81 |
|  | 19.  | Raith Rovers        | 23 | 38 | 8  | 7  | 23 | 42 | 91 |
|  | 20.  | Aberdeen            | 21 | 38 | 7  | 7  | 24 | 36 | 68 |

Legenda:
      Campione di Scozia.
Regolamento:
Due punti a vittoria, uno a pareggio, zero a sconfitta.
Vigeva il pari merito. In caso di arrivo a pari punti per l'assegnazione del titolo era previsto uno spareggio.